# ری‌یایس چالز-کوک
ری‌یایس چالز-کوک (انگلیسی: Reice Charles-Cook؛ زادهٔ ۸ آوریل ۱۹۹۴) فوتبالیست اهل بریتانیا است.
از باشگاه‌هایی که در آن بازی کرده‌است می‌توان به باشگاه فوتبال بری، باشگاه فوتبال آرسنال، باشگاه فوتبال چلمزفورد سیتی، باشگاه فوتبال کاونتری سیتی، و باشگاه فوتبال نانیتون تاون اشاره کرد.